# Го Чжуншу
Го Чжуншу́ (кит. 郭忠恕, пиньинь Guō Zhōngshù; род. ок. 910 — ум. 977) — китайский художник и учёный.

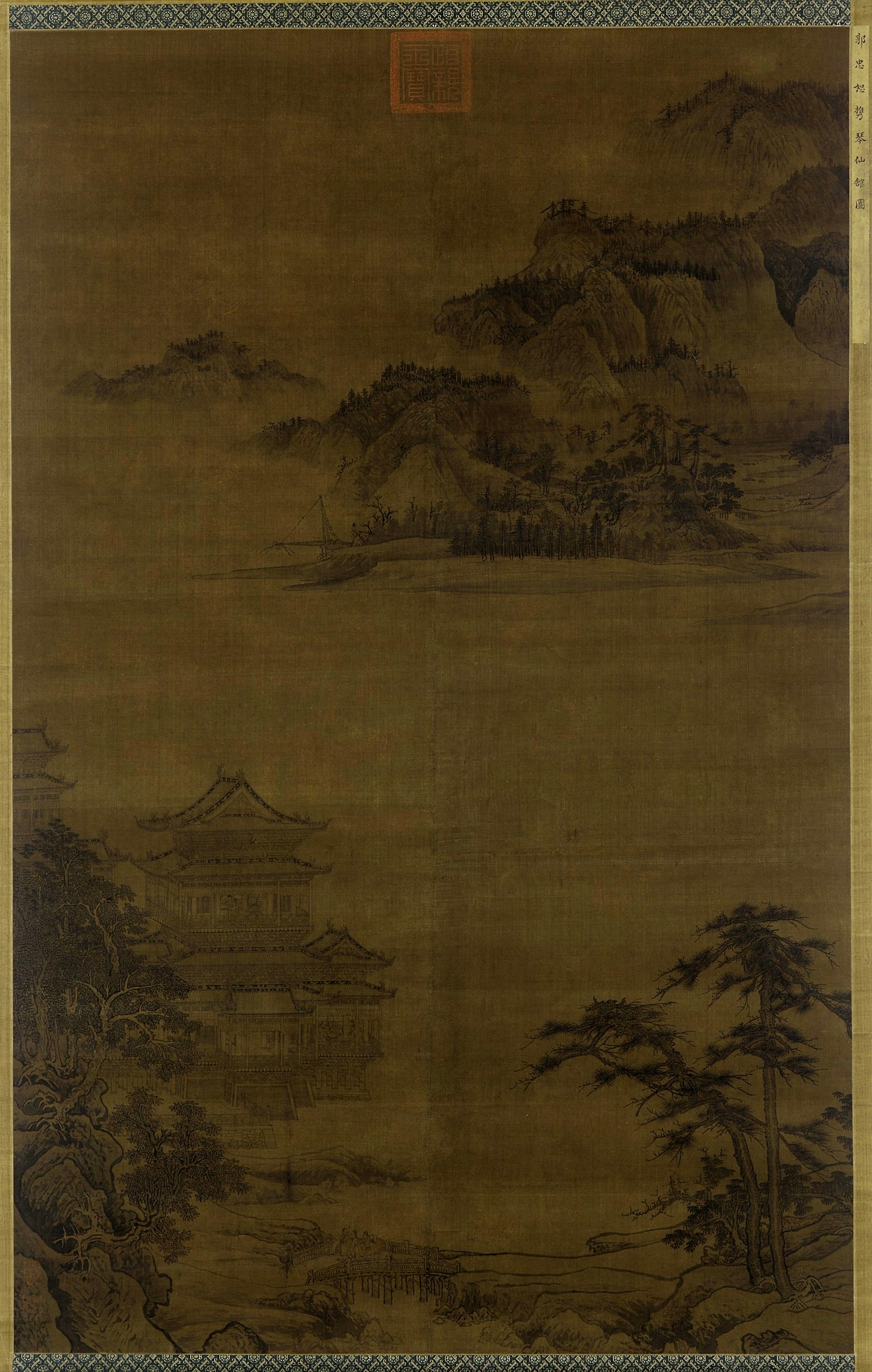
Го Чжуншу. Несущие цинь в Павильон Бессмертных. Галерея Фрир, Вашингтон.

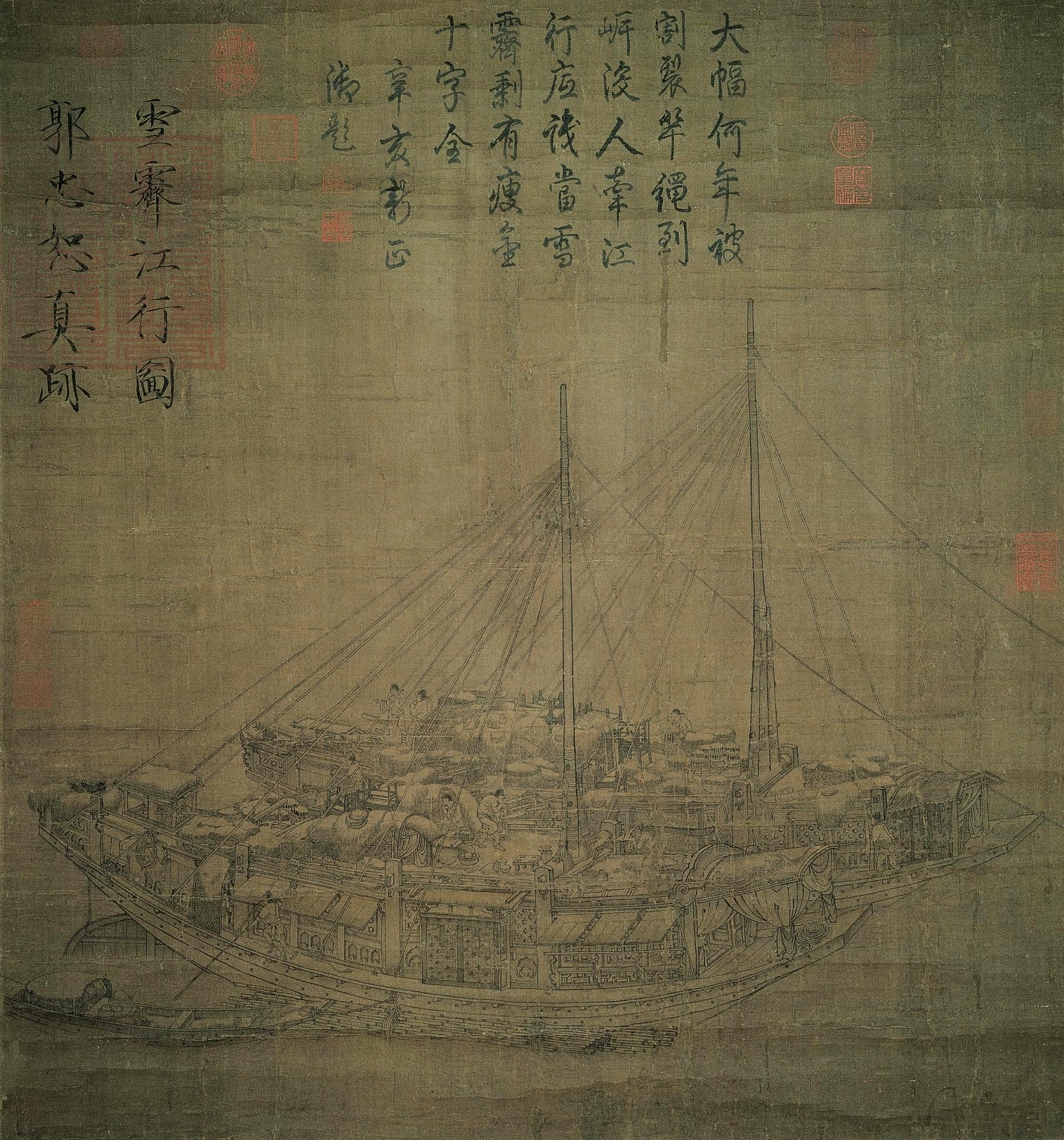
Го Чжуншу. На реке после снегопада. фрагмент свитка. Шёлк, тушь. Гугун, Тайбэй. Вероятно, это единственная работа художника, сохранившаяся в оригинале.

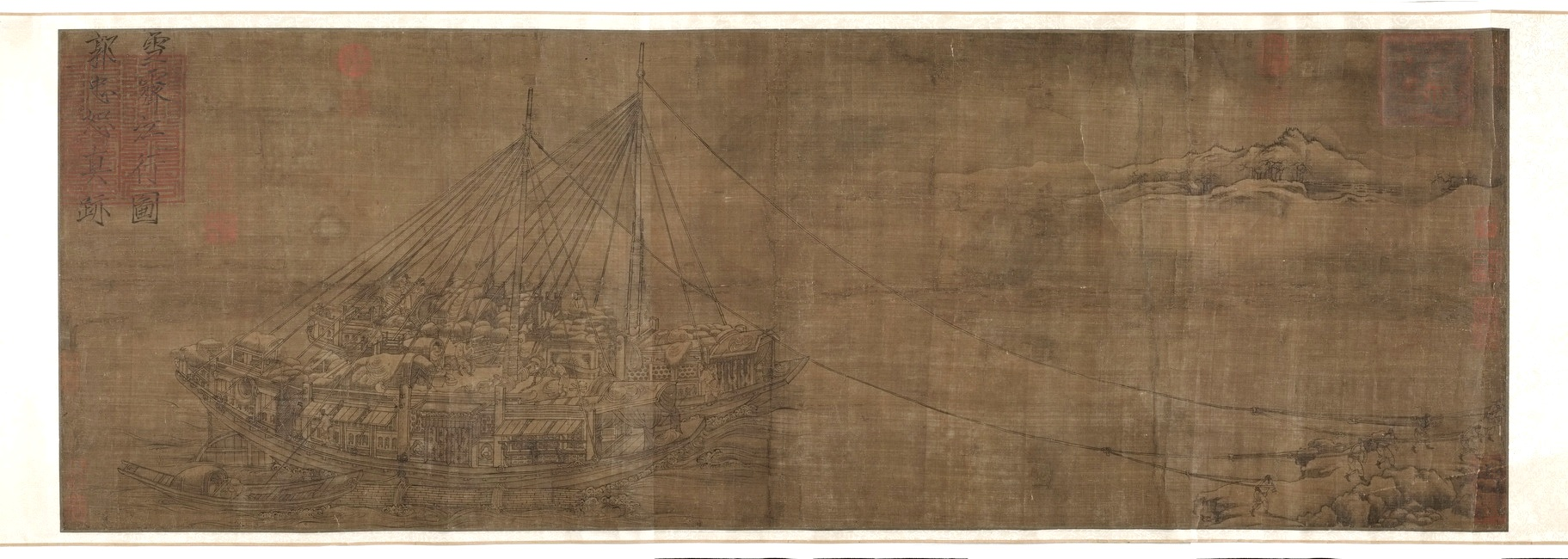
Полная версия свитка «На реке после снегопада» из Музея искусства Нельсона-Аткинса. Сунская копия.

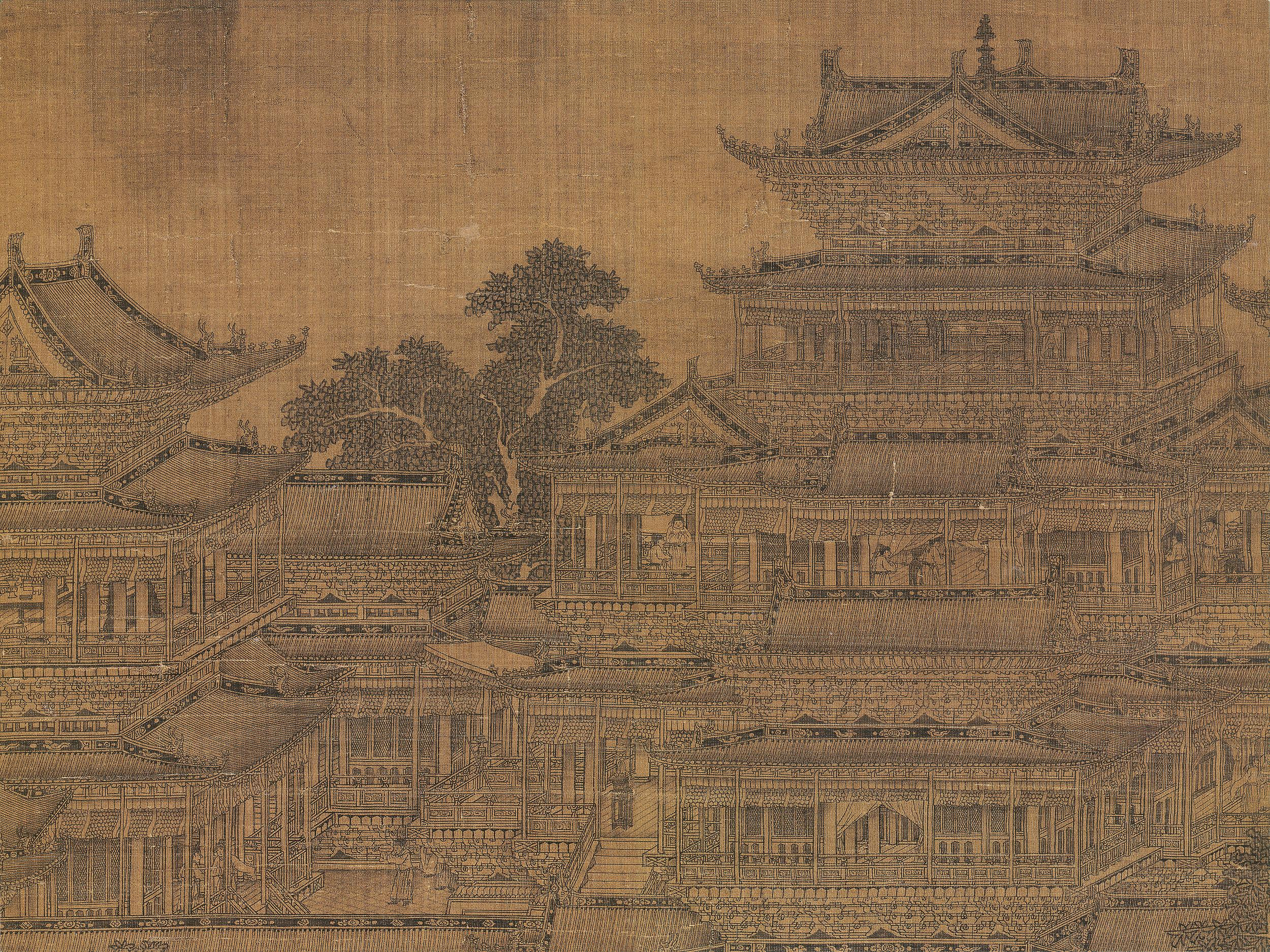
Го Чжуншу. Летний дворец императора Минхуана. Деталь свитка. Осака, Городской музей. На этом фрагменте можно видеть с какой тщательностью исполнялись все детали архитектурных сооружений.

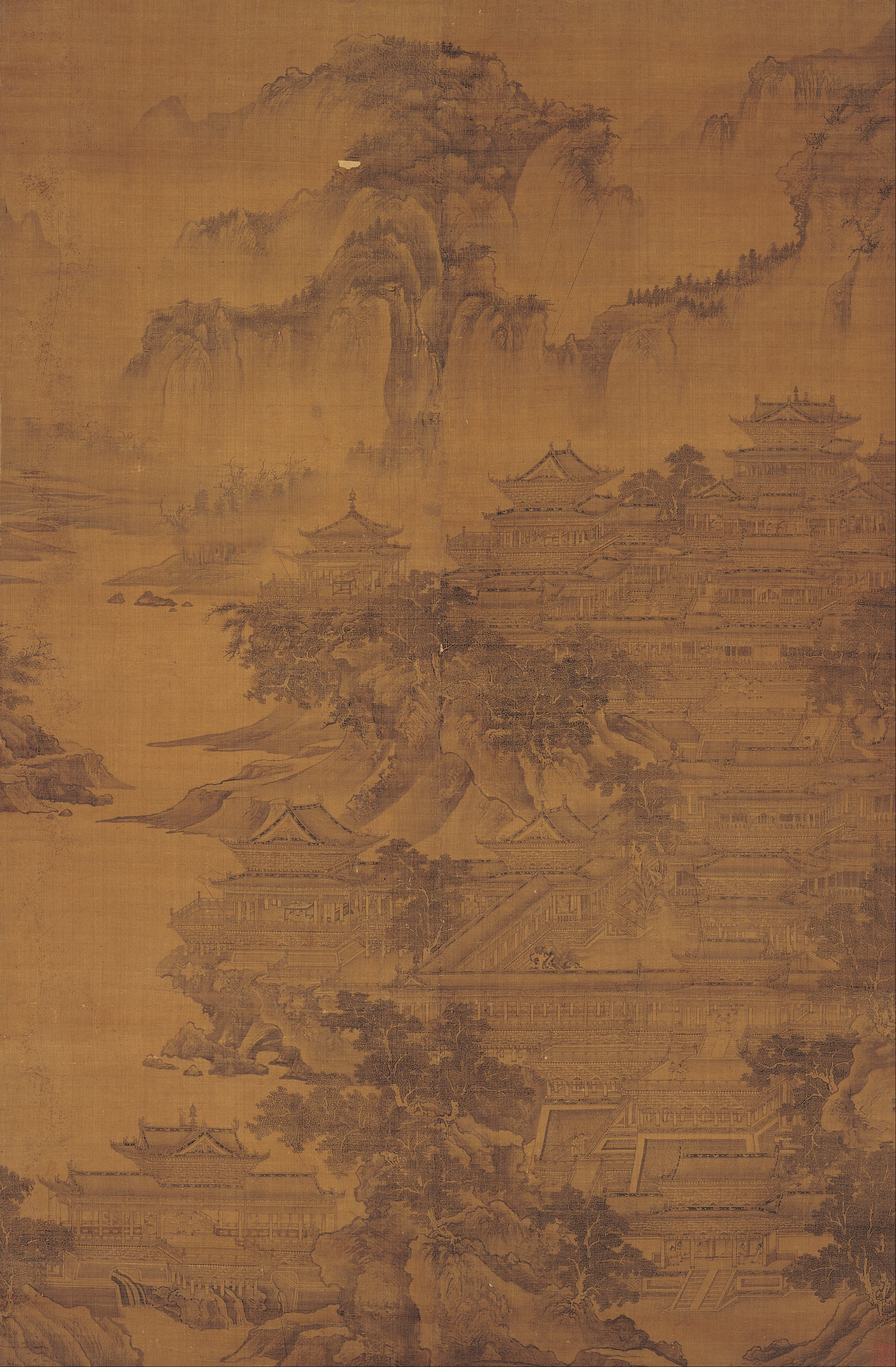
Го Чжуншу. Летний дворец императора Минхуана. Осака, Городской музей. Минская копия.

## Биография
Имя Го Чжуншу упоминается в старинных китайских источниках, в частности, сравнительно подробно о нём пишет Го Жосюй в своём труде «Записки о живописи: что видел и слышал», созданном в XI веке. Время жизни художника совпало со сложным периодом в истории Китая: он родился и вырос в период Пяти династий и десяти царств (907-960гг), то есть в смутный период войн-междоусобиц, а закончил свою карьеру когда в Китае установилась династия Северная Сун (960—1279).
Го Чжуншу, второе имя Шусянь, родился в Лояне, однако точная дата его рождения неизвестна. Го Жосюй сообщает, что уже в детстве он проявил недюжинные способности, достигнув в свои 7 лет уровня подростка. Далее, получив классическое образование, он служил в конфуцианском храме. Правитель Го Вэй (951-54) из Позднего Чжоу (одно из воюющих царств) пригласил его к себе на службу и пожаловал ему звание «боши» (выдающийся знаток, учёный). Вероятно, к тому моменту Го Чжуншу уже был достаточно известной личностью, для того, чтобы сам Го Вэй пригласил его. Однако вследствие придворных интриг он был понижен в должности, и в ранге «сыху» (мелкая должность помощника) отправлен в Яньчжоу. Когда закончился срок службы, Го Чжуншу ушёл в отставку, и возвращаться к службе не стал.
Неизвестно, кто обучал художника мастерству. Отмечая, что он прекрасно писал постройки среди деревьев, рощи и камни, Го Жосюй сообщает, что Го Чжуншу «…ни у кого не учился правилам». Вероятно, мастер был весьма своенравным человеком, а живописью занимался исключительно по вдохновению. Когда ему приносили шёлк и просили нарисовать что-либо, он впадал в гнев и уходил, однако если это совпадало с его вдохновением, с удовольствием выполнял просьбу.
В 960 году Китай объединился под властью династии Северная Сун. Первый император этой династии Тай-цзу (960—976) пригласил Го Чжуншу ко двору и назначил на должность «чжубо» (архивариуса) в Гоцзыцзянь. Привыкший к вольной жизни Чжуншу стал «своевольничать, пьянствовать, не знал удержу в словах», словом, не смог вписаться в чиновный регламент. В итоге вызвал гнев правителя, и тот сослал его в Дэнчжоу. По дороге в ссылку художник скончался. Как пишет Го Жосюй в своей наполовину выдуманной биографии Го Чжуншу «По дороге в Ци в уезде Линь он умер, а его бренное тело исчезло».

## Творчество
В истории китайской живописи имя Го Чжуншу связано с появлением жанра «цзехуа» («живопись по линейке»; в некитайских трудах его также именуют «архитектурным жанром»). Это пейзажи с видами, в которых обязательно и с максимальными подробностями изображены разные строения или корабли. Рисунок в таких картинах производился с помощью линейки и особой кистью, дающей ровную линию. По своей технологии он требовал прилежания и усидчивости, и в этом отношении был полной противоположностью живописи «вэньжэньхуа» (живопись учёных), которая создавалась спонтанно в результате некоего внезапного озарения. Жанр этот сложился в X—XI веках, а его основателем, или, по крайней мере, одним из первых мастеров считают Го Чжуншу. Разумеется, архитектура изображалась и в более ранних пейзажах, однако сложение стиля и направления в живописи относят к X веку. В императорском каталоге живописи Северной Сун «Сюаньхэ хуапу» (XII в.) он уже обозначен как особая категория. В этом же каталоге сообщается, что живопись Го Чжуншу «возвышенная и старинная никогда не была проста для понимания». Связано это с тем, что достижение точности в передаче деталей и создание достоверной иллюзии вещей, созданных человеческими руками, при их изображении требовали знаний и опыта, превышающих то, что было необходимо обычному академическому художнику.
Немногочисленные копии с произведений Го Чжуншу, дошедшие до наших дней, дают представление о творческой манере художника. В них можно видеть тщательно проработанные кистью архитектурные сооружения, вписанные в пейзаж, или корабли на водной глади. По всей вероятности, единственное сохранившееся в оригинале его произведение — «На реке после снегопада» (74,1х69,8; Гугун, Тайбэй); это фрагмент свитка, более полная версия которого в копии, сделанной в эпоху Сун, хранится в Музее Нельсона-Аткинса, Канзас Сити. На ней изображены корабли, которые буксируют к берегу бурлаки. Со всей тщательностью художник изобразил особенности корабельной конструкции и все его снасти. Другой известный пример живописи Го Чжуншу — хранящийся в Осаке список с его свитка «Летний дворец танского императора Минхуана», сделанный в эпоху Мин (1368—1644). На нём можно видеть классический пейзаж, в который вписан императорский дворец со всеми, даже самыми мелкими элементами его архитектуры. Несмотря на то, что художник не знал правил линейной перспективы, здания на его свитках выглядят трехмерными.
Го Чжуншу был и мастером «жэньу» — бытового жанра. Сохранились копии расписных вееров, сделанные с его произведений в этом жанре. Он также занимался каллиграфией, собирал и коллекционировал разные старинные каллиграфические стили. Как учёный он написал трактат о каллиграфии «Пэйсянь», который не дошёл до нас, но уже во времена Го Жосюя (XI в.) почитался как сокровище. Ему принадлежит авторство первого большого сочинения по палеографии (изучению старинных иероглифов) «Хань Цзянь». С именем Го Чжуншу связано также дошедшее до наших дней изображение загородного поместья «Ванчуань» знаменитого танского учёного, поэта и художника Ван Вэя (699—759), которое он скопировал со свитка самого Ван Вэя. В дальнейшем, в эпоху Мин копия, выполненная Го Чжуншу была выгравирована в камне в виде рельефа, эстампаж с которого до сих пор приводится в качестве иллюстрации и творчества Ван Вэя, и творчества Го Чжуншу.

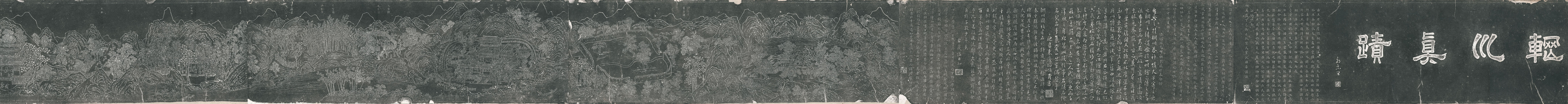
Поместье Ванчуань. Копия свитка Ван Вэя, которую приписывают кисти Го Чжуншу.

Го Чжуншу. Копия свитка "Поместье Ванчуань" Ван Вэя. Судя по мазку, этот свиток, в свою очередь, был скопирован с картины Го Чжуншу неизвестным мастером эпохи Мин или Цин. Гугун, Тайбэй.

## Список произведений
(по кн. James Cahill «An index of early Chinese painters and paintings: Tang, Sung, and Yüan» University of California Press. 1980, pp. 40–41)
- 1. Жилище в горах. Роспись веера. Гугун, Пекин. Сунская работа(?)
- 2. Башня Юэян: лодка на реке и строения на дальнем берегу. Приписывается. Прекрасная позднее-сунская или ранне-юаньская работа. Наньцзин, Музей
- 3. На реке после снегопада. Шёлк, тушь. Гугун, Тайбэй. Имеет печать и надпись, выполненную в манере Хуэй-цзуна. Очень тёмная и повреждённая, но вероятно относится ко времени, когда жил автор. В любом случае создана не позднее эпохи Сун.
- 4. Собрание в беседке Ланьтин, «по мотивам произведения Гу Кайчжи». Длинный свиток. Приписывается. Имеет колофон XV века, и, вероятно, тогда же создан. Качественно исполнен. Гугун, Тайбэй.
- 5. Летящие цапли и павильон на речном берегу. Роспись веера. Приписывается. Южносунская работа. Гугун, Тайбэй.
- 6. Дворцовые развлечения: Император Минхуан и Ян Гуфэй верхом на лошадях отправляются на прогулку. Роспись веера. Приписывается. Южно-сунская академическая работа XII века. Гугун, Тайбэй.
- 7. Собрание в беседке Ланьтин. Альбомный лист. Приписывается. Южно-сунская работа в архаическом стиле(?).
- 8. Три переезда матери Мэн-цзы. Альбомный лист. Приписывается. Поздняя грубая копия. Гугун, Тайбэй.
- 9. Летний дворец танского императора Минхуана. Надписано имя автора и выполнена, вероятно, по дизайну Го Чжуншу, но не ранее эпохи Мин. Осака, Муниципальный музей.
- 10. Водяное колесо под ивами. Роспись веера. Поздне-сунская работа. Ранее хранилась в коллекции Курода.
- 11. Несущие цинь в Павильон Бессмертных. Приписывается. Юаньская или ранне-минская работа. Галерея Фрир, Вашингтон.
- 12. Летний павильон. Роспись веера. Музей искусства, Принстон.
- 13. На реке после снегопада. Свиток, шелк, тушь. Сунская копия, ок. 1115 г. Музей Нельсона Аткинса, Канзас Сити.
- 14. Разные версии «Поместья Ванчуань» Ван Вэя, которые приписывают Го Чжуншу. Эстампажи с поздне-минского каменного рельефа, три из которых хранятся в Дворцовом музее Гугун в Тайбэе.